# 西利娅·卡内尔瓦
西利娅·卡内尔瓦（芬蘭語：Silja Kanerva，1985年1月28日—），芬兰女子帆船运动员。她曾代表芬兰参加2012年夏季奥林匹克运动会帆船比赛，获得女子龙骨船伊利奥特级铜牌。